# Rik Matthys
Henricus "Rik" Matthys (Borgerhout, 9 september 1925 – 13 oktober 1999) was een Belgische voetballer en voetbalcoach. Hij speelde in het verleden ook enkele keren voor de Rode Duivels.

## Carrière
Rik Matthys begon te voetballen bij het plaatselijke Tubantia Borgerhout in 1936. Na de Tweede Wereldoorlog verdedigde hij in de eerste ploeg pas de kleuren van Tubantia en speelde 88 wedstrijden in tweede klasse en scoorde één keer. Nadien verkaste hij naar RSC Anderlecht, waar hij als rechtsachter een vaste waarde werd onder de Engelse trainers Ernest Smith en Bill Gormlie. In totaal veroverde hij met paars-wit zes keer de landstitel. Bovendien stond hij ook mee op het veld in de eerste Europese wedstrijd van de club. Het ging om de partij tegen het Hongaarse Vörös Lobogó. Matthys was toen met wisselend succes de rechtstreekse tegenstander van de Hongaarse international Károly Sándor.In totaal speelde hij 197 wedstrijden in eerste klasse.
In 1957 trok de 32-jarige verdediger naar het Nederlandse Willem II. De club uit Tilburg promoveerde na zijn komst meteen naar de Eredivisie. Nog één jaartje voetbalde hij op het hoogste niveau, alvorens in 1959 een punt te zetten achter zijn loopbaan als voetballer.
Na het Nederlands avontuur keerde Matthys terug Borgerhout. In 1961 ging hij aan de slag als trainer van zijn gewezen club Tubantia. Geen groot succes, want Matthys degradeerde met zijn team naar Vierde Klasse. Later werd hij nog trainer bij Lyra en KFC Diest. Steeds bleef hij in de lagere klassen vertoeven als coach. Zo werd hij in 1968 na een jaar zonder ploeg door voorzitter Jef Gilis aangeduid als coach van Racing Mechelen.
In 1972 maakte hij de overstap naar SK Beveren, dat net naar Tweede Klasse was gezakt. Onder impuls van Matthys keerde de Waaslandse club al na één seizoen terug naar de hoogste afdeling. Matthys bleef uiteindelijk twee jaar bij Beveren en vertrok dan naar SV Waregem, waar hij op het einde van het seizoen werd opgevolgd door André Van Maldeghem.
Matthys gaf het coachen op en werd jeugdcoördinator bij Antwerp FC. Gedurende een lange periode werkte hij in dienst van de oudste club van het land. Uiteindelijk keerde hij pas midden jaren 80 terug naar de voorgrond. Matthys werd technisch directeur bij toenmalig landskampioen Beveren, terwijl Rik Pauwels de trainingen onder zijn hoede nam. Later werd hij in het bestuur van de club opgenomen en was hij nog werkzaam als scout. Zo ontdekte hij onder meer doelman Erwin Lemmens.
Op 13 oktober 1999 overleed de 74-jarige Matthys aan de gevolgen van een chronische ziekte.